# Callopistria trilineata
Callopistria trilineata là một loài bướm đêm trong họ Noctuidae.